# Elecciones generales de la Guyana Británica de 1957
Las elecciones generales de la Guayana Británica de 1957 tuvieron lugar el 12 de agosto del mencionado año con el objetivo de restaurar el gobierno autónomo de la colonia británica luego de que este fuese anulado en octubre de 1953 tras la victoria, en las anteriores elecciones, del Partido Progresista del Pueblo (PPP), del socialista Cheddi Jagan. El nuevo Consejo Legislativo sería completamente electo, aunque estaría compuesto por solo catorce miembros, elegidos en circunscripciones uninominales.
Debido al creciente conflicto interno entre Jagan y Forbes Burnham, que había motivado una división radical del PPP entre indoguyaneses y afroguyaneses, el gobierno británico esperaba motivar una derrota para el partido socialista, que concurrió dividido entre una facción "Jaganista" y una "Burnhamnista", disputándose los escaños. Otras fuerzas disputantes fueron el Partido Democrático Unido (UDP), de John Carter, también nacionalista, y el Frente Laborista Nacional (NLF), de Lionel Luckhoo, favorable al gobierno colonial. El Partido Nacional de Guyana (GNP) presentó solo a Frank Rudolph Allen como candidato por la circunscripción de Berbice Occidental, mientras que en la circunscripción de Distrito Noroeste concurrió apoyado por la facción Burnhamnista del PPP. Hubo además seis candidatos independientes.
Aunque el PPP acusó al gobierno británico de gerrymandering, y de ejercer una actitud parcial hacia los candidatos favorables al régimen colonial, la facción Jaganista se alzó con una rotunda victoria, del 47.51% de los votos, y obtuvo 9 de los 14 escaños legislativos, garantizando el retorno de Cheddi Jagan a la jefatura del gobierno autónomo. La facción Burnhamnista ocupó el segundo lugar, convirtiéndose en la principal fuerza opositora con el 25.49% de los votos (contando su alianza con el GNP en el Distrito Noroeste) y 3 escaños, uno de ellos correspondiente a Burnham. El NLF y el UDP obtuvieron solo un escaño cada uno, con el 11.51% y el 8.18% y sus líderes (Luckhoo y Carter) fueron derrotados en sus respectivas circunscripciones. El GNP obtuvo 199 votos, un 0.17% (pero si se cuenta la candidatura apoyada por la facción Burnhamnista del PPP, que no logró resultar electa, logró el 5.55%). Ninguno de los candidatos independientes logró imponerse o resultar siquiera competitivo. La participación fue del 55.79% del electorado registrado, la más baja de la historia electoral guyanesa y la única vez desde la instauración del sufragio universal en la que menos del 68% del electorado emitió sufragio.
Las elecciones de 1957 restablecieron el gobierno autónomo de la Guayana Británica, que imperaría hasta su independencia como Guyana en 1966, y además instaló el enfrentamiento político entre Jagan y Burnham, cuyas facciones del PPP obtuvieron juntas el 73.00% de los votos y el 12 de los 14 escaños legislativos. Esto resultó ser una derrota absoluta para el gobierno colonial británico, puesto que a pesar de la división, Jagan conservó casi intacto el voto porcentual obtenido por el PPP unido en 1953, y la facción de Burnham se había separado más por aspectos raciales que ideológicos, expresando, grosso modo, el mismo pensamiento socialista y nacionalista. La elección implicó también la consolidación de la raza (indoguyaneses y afroguyaneses) como factor polarizador dominante en la política guyanesa. La división del PPP no se detuvo con su victoria electoral, sino que se profundizó cada vez más. Tan solo dos meses después de las elecciones, el PPP Burnhamnista y el Partido Democrático Unido anunciaron su fusión para formar el Congreso Nacional del Pueblo (PNC), con 4 escaños de representación, mientras que la facción de Jagan se quedó con la personería legal del PPP, iniciándose el sistema bipartidista histórico entre ambas fuerzas, que perdura hasta la actualidad.

## Resultados

### General
|  | 47.51 % |

|  | 20.12 % |

|  | 5.36 % |

|  | 0.17 % |

|  | 25.65 % |

|  | 11.51 % |

|  | 8.18 % |

|  | 7.15 % |

|  | 98.63 % |

|  | 1.37 % |

|  | 100.00 % |

|  | 100.00 % |

### Por circunscripción
|  | 84.94 % |

|  | 11.93 % |

|  | 3.13 % |

|  | 97.54 % |

|  | 2.46 % |

|  | 100.00 % |

|  | 59.37 % |

|  | 45.98 % |

|  | 21.96 % |

|  | 18.17 % |

|  | 7.74 % |

|  | 5.28 % |

|  | 0.87 % |

|  | 99.55 % |

|  | 0.45 % |

|  | 100.00 % |

|  | 52.76 % |

|  | 49.72 % |

|  | 25.41 % |

|  | 24.87 % |

|  | 98.94 % |

|  | 1.06 % |

|  | 100.00 % |

|  | 55.54 % |

|  | 48.28 % |

|  | 31.46 % |

|  | 12.85 % |

|  | 4.09 % |

|  | 3.32 % |

|  | 99.19 % |

|  | 0.81 % |

|  | 100.00 % |

|  | 72.57 % |

|  | 60.73 % |

|  | 30.57 % |

|  | 5.44 % |

|  | 3.26 % |

|  | 98.78 % |

|  | 1.22 % |

|  | 100.00 % |

|  | 60.95 % |

|  | 49.71 % |

|  | 43.85 % |

|  | 6.44 % |

|  | 99.36 % |

|  | 0.64 % |

|  | 100.00 % |

|  | 57.39 % |

|  | 42.73 % |

|  | 37.10 % |

|  | 13.62 % |

|  | 6.55 % |

|  | 99.68 % |

|  | 0.32 % |

|  | 100.00 % |

|  | 56.49 % |

|  | 52.52 % |

|  | 43.13 % |

|  | 2.25 % |

|  | 2.10 % |

|  | 99.88 % |

|  | 0.12 % |

|  | 100.00 % |

|  | 54.57 % |

|  | 50.44 % |

|  | 28.69 % |

|  | 16.06 % |

|  | 4.81 % |

|  | 99.66 % |

|  | 0.34 % |

|  | 100.00 % |

|  | 50.73 % |

|  | 51.75 % |

|  | 33.17 % |

|  | 9.65 % |

|  | 4.76 % |

|  | 0.27 % |

|  | 96.85 % |

|  | 3.15 % |

|  | 100.00 % |

|  | 46.20 % |

|  | 64.51 % |

|  | 17.55 % |

|  | 16.42 % |

|  | 1.52 % |

|  | 99.04 % |

|  | 0.96 % |

|  | 100.00 % |

|  | 59.55 % |

|  | 41.30 % |

|  | 27.83 % |

|  | 15.74 % |

|  | 15.13 % |

|  | 97.94 % |

|  | 2.06 % |

|  | 100.00 % |

|  | 51.48 % |

|  | 56.72 % |

|  | 25.65 % |

|  | 17.63 % |

|  | 98.59 % |

|  | 2.06 % |

|  | 100.00 % |

|  | 60.62 % |

|  | 63.37 % |

|  | 19.24 % |

|  | 17.39 % |

|  | 96.97 % |

|  | 3.03 % |

|  | 100.00 % |

|  | 46.51 % |